# Рыжехохлый креургопс
Рыжехохлый креургопс (лат. Creurgops verticalis) — вид птиц из семейства танагровых. 

## Описание
Птицы обитают в субтропических и тропических горных влажных лесах, на высоте 1400—2700 над уровнем моря, от штата Тачира (южная Венесуэла) и Анд Нариньо и долины реки Магдалена) (Колумбия) южнее до западных склонах Анд в северо-западном Эквадоре до Карчи и через восточные склоны Анд Эквадора южнее до регионов Хунин и северного Аякучо в центральном Перу. Длина тела 16 см, масса около 22 грамм.